# FA Cup 1887-88
Football Association Challenge Cup 1887–88 var den 17. udgave af Football Association Challenge Cup, nutildags bedre kendt som FA Cup. Turneringen blev afviklet som en cupturnering med deltagelse af 149 klubber. De første kampe blev spillet den 8. oktober 1887, og finalen blev afviklet den 24. marts 1888 på Kennington Oval i London, hvor West Bromwich Albion FC besejrede Preston North End FC med 2-1. Det var første gang, at West Bromwich Albion vandt FA Cup'en, og holdet havde tabt i finalen i de to foregående sæsoner. Preston North End FC var til gengæld i FA Cup-finalen for første gang.

## Resultater

### West Bromwich Albions vej til sejren
| Runde             | Dato   | Kamp                                                 | Res. |
| ----------------- | ------ | ---------------------------------------------------- | ---- |
| Første runde      | 15.10. | West Bromwich Albion FC – Wednesbury Old Athletic FC | 7–1  |
| Anden runde       | 5.11.  | Mitchell's St George's FC – West Bromwich Albion FC  | 0–1  |
| Tredje runde      | 26.11. | West Bromwich Albion FC – Wolverhampton Wanderers FC | 2–0  |
| Fjerde runde      | –      | Bye                                                  | Bye  |
| Ottendedelsfinale | 7.1.   | West Bromwich Albion FC – Stoke City FC              | 4–1  |
| Kvartfinale       | 28.1.  | West Bromwich Albion FC – Old Carthusians FC         | 4–2  |
| Semifinale        | 18.2.  | West Bromwich Albion FC – Derby Junction FC          | 3–0  |
| Finale            | 24.3.  | West Bromwich Albion FC – Preston North End FC       | 2–1  |

### Første runde
Første runde blev spillet i perioden 9. oktober – 13. november 1886 og havde deltagelse af 149 hold, der spillede om 78 ledige pladser i anden runde. Tre af holdene, Blackburn Olympic FC, Hotspur FC og Wrexham Olympic FC, var oversiddere i denne runde og gik dermed videre til anden runde uden kamp.
| Dato   | Kamp                                                     | Res.   |
| ------ | -------------------------------------------------------- | ------ |
| 8.10.  | Blackburn Park Road FC – Distillery FC                   | [0]2–1 |
| 8.10.  | Hitchin FC – Old Wykehamists FC                          | 2–5    |
| 8.10.  | Llangollen FC – Oswestry FC                              | [0]7–3 |
| 8.10.  | Marlow FC – South Reading FC                             | 4–1    |
| 8.10.  | Old Brightonians FC – Swindon Town FC                    | 1–0    |
| 8.10.  | Old Etonians FC – Lancing Old Boys FC                    | 4–2    |
| 15.10. | Accrington FC – Rossendale FC                            | 11–00  |
| 15.10. | Aston Shakespeare FC – Burton Wanderers FC               | [0]2–3 |
| 15.10. | Basford Rovers FC – Lincoln Albion FC                    | 3–2    |
| 15.10. | Belper Town FC – The Wednesday FC                        | 2–3    |
| 15.10. | Birmingham Excelsior FC – Warwick County FC              | 4–1    |
| 15.10. | Bolton Wanderers FC – Everton FC                         | [0]1–0 |
| 15.10. | Bootle FC – Workington FC                                | 6–0    |
| 15.10. | Burnley FC – Darwen Old Wanderers FC                     | [0]4–0 |
| 15.10. | Burton Swifts FC – Southfield FC                         | 7–0    |
| 15.10. | Chatham FC – Luton Town FC                               | 5–1    |
| 15.10. | Chesham FC – Watford Rovers FC                           | [0]4–2 |
| 15.10. | Chester FC – Davenham FC                                 | 2–3    |
| 15.10. | Chirk AAA FC – Chester St Oswald's FC                    | 4–1    |
| 15.10. | Cleethorpes Town FC – Grimsby Town FC                    | 0–4    |
| 15.10. | Crewe Alexandra FC – Druids FC                           | 5–0    |
| 15.10. | Crusaders FC – Lyndhurst FC                              | 9–0    |
| 15.10. | Derby Junction FC – Derby St Luke's FC                   | 3–2    |
| 15.10. | Ecclesfield FC – Derby Midland FC                        | 4–1    |
| 15.10. | Elswick Rangers FC – Bishop Auckland Church Institute FC | 3–3    |
| 15.10. | Fleetwood Rangers FC – West Manchester FC                | 4–1    |
| 15.10. | Gainsborough Trinity FC – Boston FC                      | 7–0    |
| 15.10. | Gateshead Association FC – Darlington FC                 | 0–3    |
| 15.10. | Grantham Town FC – Lincoln Lindum FC                     | 4–0    |
| 15.10. | Hendon FC – Old Harrovians FC                            | 2–4    |
| 15.10. | Higher Walton FC – Heywood Central FC                    | 8–1    |
| 15.10. | Hurst FC – Astley Bridge FC                              | [0]5–3 |
| 15.10. | Leek FC – Northwich Victoria FC                          | 2–2    |
| 15.10. | Lincoln City FC – Horncastle FC                          | 4–1    |
| 15.10. | Liverpool Stanley FC – Halliwell FC                      | 1–5    |
| 15.10. | London Caledonians FC – Old Foresters FC                 | 1–6    |
| 15.10. | Long Eaton Rangers FC – Park Grange FC                   | 6–3    |
| 15.10. | Macclesfield Town FC – Shrewsbury Town FC                | 1–3    |
| 15.10. | Matlock Town FC – Rotherham Town FC                      | 2–3    |
| 15.10. | Middlesbrough FC – Whitburn FC                           | 4–0    |
| 15.10. | Newcastle West End FC – Redcar FC                        | 5–1    |
| 15.10. | Nottingham Forest FC – Notts Swifts FC                   | 2–1    |
| 15.10. | Notts County FC – Lincoln Ramblers FC                    | 9–0    |
| 15.10. | Notts Olympic FC – Mellors FC                            | [0]3–6 |
| 15.10. | Notts Rangers FC – Jardines FC                           | 10–10  |
| 15.10. | Old Carthusians FC – Hanover United FC                   | 5–0    |
| 15.10. | Old St Mark's FC – East Sheen FC                         | 7–2    |
| 15.10. | Old Westminsters FC – Clapton FC                         | 4–1    |

| Dato          | Kamp                                                     | Res.   |
| ------------- | -------------------------------------------------------- | ------ |
| 15.10.        | Oldbury Town FC – Aston Villa FC                         | 0–4    |
| 15.10.        | Oswaldtwistle Rovers FC – Witton FC                      | [0]3–4 |
| 15.10.        | Over Wanderers FC – Wellington St George's FC            | 3–1    |
| 15.10.        | Owlerton FC – Eckington Works FC                         | 2–1    |
| 15.10.        | Preston North End FC – Hyde FC                           | 26–00  |
| 15.10.        | Rawtenstall FC – Darwen FC                               | 1–3    |
| 15.10.        | Reading FC – Dulwich FC                                  | [0]0–2 |
| 15.10.        | Royal Engineers AFC – Rochester FC                       | [0]3–0 |
| 15.10.        | Scarborough FC – Shankhouse FC                           | 3–5    |
| 15.10.        | Sheffield FC – Lockwood Brothers FC                      | 1–3    |
| 15.10.        | Sheffield Heeley FC – Attercliffe FC                     | 9–0    |
| 15.10.        | Small Heath Alliance FC – Aston Unity FC                 | 6–1    |
| 15.10.        | South Bank FC – Newcastle East End FC                    | 3–2    |
| 15.10.        | Stafford Road FC – Great Bridge Unity FC                 | [0]2–1 |
| 15.10.        | Staveley FC – Derby County FC                            | 1–2    |
| 15.10.        | Stoke City FC – Burslem Port Vale FC                     | 1–0    |
| 15.10.        | Sunderland AFC – Morpeth Harriers FC                     | [0]4–2 |
| 15.10.        | Swifts FC – Maidenhead FC                                | 3–1    |
| 15.10.        | Walsall Swifts FC – Wolverhampton Wanderers FC           | 1–2    |
| 15.10.        | Walsall Town FC – Mitchell's St George's FC              | 1–2    |
| 15.10.        | West Bromwich Albion FC – Wednesbury Old Athletic FC     | 7–1    |
| –             | Blackburn Rovers FC – Bury FC                            | w.o.   |
| –             | Church FC – Cliftonville FC                              | w.o.   |
| –             | Millwall Rovers FC – Casuals FC                          | w.o.   |
| –             | South Shore FC – Denton FC                               | w.o.   |
| Omkampe       |                                                          |        |
| 22.10.        | Bishop Auckland Church Institute FC – Elswick Rangers FC | 0–2    |
| 22.10.        | Great Bridge Unity FC – Stafford Road FC                 | 1–1    |
| 22.10.        | Llangollen FC – Oswestry FC                              | 0–2    |
| 22.10.        | Morpeth Harriers FC – Sunderland AFC                     | 2–3    |
| 22.10.        | Northwich Victoria FC – Leek FC                          | 4–2    |
| 22.10.        | Notts Olympic FC – Mellors FC                            | 1–2    |
| 22.10.        | Oswaldtwistle Rovers FC – Witton FC                      | 1–4    |
| 22.10.        | Warwick County FC – Birmingham Excelsior FC              | 0–5    |
| 22.10.        | Watford Rovers FC – Chesham FC                           | 3–1    |
| 29.10.        | Everton FC – Bolton Wanderers FC                         | 2–2    |
| –             | Astley Bridge FC – Hurst FC                              | w.o.   |
| –             | Aston Shakespeare FC – Burton Wanderers FC               | w.o.   |
| –             | Burnley FC – Darwen Old Wanderers FC                     | w.o.   |
| –             | Dulwich FC – Reading FC                                  | w.o.   |
| –             | Great Bridge Unity FC – Stafford Road FC                 | w.o.   |
| –             | Royal Engineers AFC – Rochester FC                       | w.o.   |
| Anden omkamp  |                                                          |        |
| 12.11.        | Bolton Wanderers FC – Everton FC                         | 1–1    |
| Tredje omkamp |                                                          |        |
| 19.11.        | Everton FC – Bolton Wanderers FC                         | [0]2–1 |

### Anden runde
Anden runde blev spillet i perioden 29. oktober – 26. november 1887 og havde deltagelse af 78 hold, der spillede om 41 ledige pladser i tredje runde. Heraf var seks hold, Birmingham Excelsior FC, Grimsby Town FC, Lockwood Brothers FC, Oswestry FC, Shankhouse FC og Swifts FC oversiddere i anden runde og gik dermed videre til tredje runde uden kamp.
| Dato   | Kamp                                                | Res.  |
| ------ | --------------------------------------------------- | ----- |
| 29.10. | Crusaders FC – Old Wykehamists FC                   | 3–2   |
| 5.11.  | Accrington FC – Burnley FC                          | 3–2   |
| 5.11.  | Astley Bridge FC – Halliwell FC                     | 0–4   |
| 5.11.  | Blackburn Olympic FC – Blackburn Rovers FC          | 1–5   |
| 5.11.  | Bootle FC – South Shore FC                          | 1–1   |
| 5.11.  | Burton Swifts FC – Great Bridge Unity FC            | 2–5   |
| 5.11.  | Chatham FC – Royal Engineers AFC                    | 3–1   |
| 5.11.  | Chirk AAA FC – Shrewsbury Town FC                   | 10–20 |
| 5.11.  | Darlington FC – Elswick Rangers FC                  | 4–3   |
| 5.11.  | Darwen FC – Church FC                               | 2–0   |
| 5.11.  | Derby County FC – Ecclesfield FC                    | 6–0   |
| 5.11.  | Derby Junction FC – Rotherham Town FC               | 3–2   |
| 5.11.  | Distillery FC – Witton FC                           | 2–4   |
| 5.11.  | Dulwich FC – Hotspur FC                             | 2–1   |
| 5.11.  | Fleetwood Rangers FC – Higher Walton FC             | 1–3   |
| 5.11.  | Lincoln City FC – Gainsborough Trinity FC           | 2–1   |
| 5.11.  | Long Eaton Rangers FC – The Wednesday FC            | 1–2   |
| 5.11.  | Marlow FC – Old Foresters FC                        | 2–3   |
| 5.11.  | Middlesbrough FC – South Bank FC                    | 4–1   |
| 5.11.  | Mitchell's St George's FC – West Bromwich Albion FC | 0–1   |

| Dato   | Kamp                                              | Res. |
| ------ | ------------------------------------------------- | ---- |
| 5.11.  | Northwich Victoria FC – Crewe Alexandra FC        | 0–1  |
| 5.11.  | Nottingham Forest FC – Mellors FC                 | 2–0  |
| 5.11.  | Notts Rangers FC – Grantham Town FC               | 4–0  |
| 5.11.  | Old Etonians FC – Old St Mark's FC                | 3–2  |
| 5.11.  | Old Harrovian AFC – Old Brightonians FC           | 0–4  |
| 5.11.  | Old Westminsters FC – Millwall Rovers FC          | 8–1  |
| 5.11.  | Over Wanderers FC – Stoke City FC                 | 0–2  |
| 5.11.  | Owlerton FC – Sheffield Heeley FC                 | 1–0  |
| 5.11.  | Small Heath Alliance FC – Aston Villa FC          | 0–4  |
| 5.11.  | Sunderland AFC – Newcastle West End FC            | 3–1  |
| 5.11.  | Watford Rovers FC – Old Carthusians FC            | 1–3  |
| 5.11.  | Wolverhampton Wanderers FC – Aston Shakespeare FC | 3–0  |
| 5.11.  | Wrexham Olympic FC – Davenham FC                  | 1–2  |
| ?      | Preston North End FC – Bolton Wanderers FC        | 9–1  |
| –      | Notts County FC – Basford Rovers FC               | w.o. |
| Omkamp |                                                   |      |
| 12.11. | South Shore FC – Bootle FC                        | 0–3  |

### Tredje runde
Tredje runde blev spillet i perioden 19. november – 3. december 1887 og havde deltagelse af de 41 hold, der var gået videre fra anden runde, og som spillede om 23 ledige pladser i fjerde runde. Fem af holdene var oversiddere i denne runde, Aston Villa FC, Crewe Alexandra FC, Notts Rangers FC, Old Foresters FC og The Wednesday FC, og de gik dermed videre til fjerde runde uden kamp.
| Dato   | Kamp                                            | Res. |
| ------ | ----------------------------------------------- | ---- |
| 19.11. | Davenham FC – Chirk AAA FC                      | 2–2  |
| 19.11. | Derby Junction FC – Lockwood Brothers FC        | 2–1  |
| 24.11. | Old Carthusians FC – Old Brightonians FC        | 5–0  |
| 26.11. | Accrington FC – Blackburn Rovers FC             | 1–3  |
| 26.11. | Crusaders FC – Chatham FC                       | 4–0  |
| 26.11. | Darlington FC – Shankhouse FC                   | 0–2  |
| 26.11. | Darwen FC – Witton FC                           | 1–1  |
| 26.11. | Derby County FC – Owlerton FC                   | 6–2  |
| 26.11. | Dulwich FC – Swifts FC                          | 1–3  |
| 26.11. | Great Bridge Unity FC – Birmingham Excelsior FC | 2–1  |
| 26.11. | Grimsby Town FC – Lincoln City FC               | 2–0  |

| Dato    | Kamp                                                 | Res. |
| ------- | ---------------------------------------------------- | ---- |
| 26.11.  | Higher Walton FC – Bootle FC                         | 1–6  |
| 26.11.  | Middlesbrough FC – Sunderland AFC                    | 2–2  |
| 26.11.  | Nottingham Forest FC – Notts County FC               | 2–1  |
| 26.11.  | Old Etonians FC – Old Westminsters FC                | 7–2  |
| 26.11.  | Stoke City FC – Oswestry FC                          | 3–0  |
| 26.11.  | West Bromwich Albion FC – Wolverhampton Wanderers FC | 2–0  |
| 3.12.   | Preston North End FC – Halliwell FC                  | 4–0  |
| Omkampe |                                                      |      |
| 26.11.  | Chirk AAA FC – Davenham FC                           | 6–1  |
| 3.12.   | Sunderland AFC – Middlesbrough FC                    | 4–2  |
| 3.12.   | Witton FC – Darwen FC                                | 0–2  |

### Fjerde runde
Fjerde havde deltagelse af de 23 hold, der gik videre fra tredje runde. Holdene spillede om 16 ledige pladser i femte runde. Det betød, at følgende ni hold var oversiddere i denne runde og derfor gik videre til femte runde uden kamp: Blackburn Rovers FC, Chirk AAA FC, Derby County FC, Derby Junction FC, Middlesbrough FC, Old Carthusians FC, Preston North End FC, Stoke City FC og West Bromwich Albion FC.
| Dato         | Kamp                                   | Res.   |
| ------------ | -------------------------------------- | ------ |
| 10.12.       | Crewe Alexandra FC – Swifts FC         | 2–2    |
| 17.12.       | Crusaders FC – The Wednesday FC        | 0–1    |
| 17.12.       | Darwen FC – Notts Rangers FC           | 3–1    |
| 17.12.       | Great Bridge Unity FC – Bootle FC      | 1–2    |
| 17.12.       | Nottingham Forest FC – Old Etonians FC | 6–0    |
| 17.12.       | Old Foresters FC – Grimsby Town FC     | 4–2    |
| 17.12.       | Shankhouse FC – Aston Villa FC         | 0–9    |
| Omkamp       |                                        |        |
| 17.12.       | Swifts FC – Crewe Alexandra FC         | [0]3–2 |
| Anden omkamp |                                        |        |
| 31.12.       | Crewe Alexandra FC – Swifts FC         | 2–1    |

### Femte runde
Femte runde havde deltagelse af de 16 hold, der gik videre fra fjerde runde, og holdene spillede om otte ledige pladser i kvartfinalerne.
| Dato   | Kamp                                    | Res. |
| ------ | --------------------------------------- | ---- |
| 31.12. | Chirk AAA FC – Derby Junction FC        | 0–1  |
| 7.1.   | Aston Villa FC – Preston North End FC   | 1–3  |
| 7.1.   | Crewe Alexandra FC – Derby County FC    | 1–0  |
| 7.1.   | Darwen FC – Blackburn Rovers FC         | 0–3  |
| 7.1.   | Middlesbrough FC – Old Foresters FC     | 4–0  |
| 7.1.   | Nottingham Forest FC – The Wednesday FC | 2–4  |
| 7.1.   | Old Carthusians FC – Bootle FC          | 2–0  |
| 7.1.   | West Bromwich Albion FC – Stoke City FC | 4–1  |

### Kvartfinaler
Kvartfinalerne havde deltagelse af de otte hold, der gik videre fra femte runde, og holdene spillede om fire ledige pladser i semifinalerne.
| Dato  | Kamp                                         | Res. |
| ----- | -------------------------------------------- | ---- |
| 28.1. | Derby Junction FC – Blackburn Rovers FC      | 2–1  |
| 28.1. | Middlesbrough FC – Crewe Alexandra FC        | 0–2  |
| 28.1. | West Bromwich Albion FC – Old Carthusians FC | 4–2  |
| 30.1. | The Wednesday FC – Preston North End FC      | 1–3  |

### Semifinaler
Semifinalerne havde deltagelse af de fire hold, der gik videre fra kvartfinalerne.
| Dato  | Kamp                                        | Res. | Spillested |
| ----- | ------------------------------------------- | ---- | ---------- |
| 18.2. | Preston North End FC – Crewe Alexandra FC   | 4–0  | Liverpool  |
| 18.2. | West Bromwich Albion FC – Derby Junction FC | 3–0  | Stoke      |

### Finale
| Dato  | Kamp                                           | Res. | Tilskuere | Spillested              |
| ----- | ---------------------------------------------- | ---- | --------- | ----------------------- |
| 24.3. | West Bromwich Albion FC – Preston North End FC | 2–1  |           | Kennington Oval, London |